# Caroline Rhea
Caroline Rhea   (Westmount, 13 d'abril de 1964) és una monologuista i actriu quebequesa coneguda pel seu paper com a Hilda Spellman a la sèrie d'ABC Sabrina the Teenage Witch.
Ha actuat en nombrosos especials de comèdia que inclouen tres especials de monòlegs d'una hora per HBO, Showtime i Bravo. També se la coneix per ser la veu de la Linda Flynn-Fletcher a la sèrie de Disney Channel Phineas i Ferb i per ser una habitual a Hollywood Squares amb la seva amiga Whoopi Goldberg. Rhea va ser escollida per Rosie O'Donnell com a nova presentadora del seu format de programa d'entrevistes, el qual va ser rebatejat com a The Caroline Rhea Show, i va presentar el programa de telerealitat The Biggest Loser a la NBC durant les tres primeres temporades. És una habitual del programa de l'ABC Match Game, presentat per Alec Baldwin, i ha reprès els seus papers com a Eugenia Scrimmage a la franquícia de pel·lícules Bruno & Boots i com a Noleta Nethercott a A Very Sordid Wedding. Més endavant ha tornat a Disney Channel, a la sèrie Sydney to the Max, fent el paper de la Judy.

## Biografia

### Primers anys
Rhea va néixer i créixer a Westmount, Quebec, filla de Margery i David Rhea, un obstetre i ginecòleg. Té dues germanes, la Cynthia i la Celia. Va estudiar a The Study, una escola privada femenina de Westmount, Quebec; a la Dalhousie University de Nova Escòcia; i a la Universitat d'Arizona.

### Carrera

#### Monòlegs
Rhea es va mudar a Nova York l'any 1986 per cercar una carrera com a humorista i actriu. Va començar a actuar a llocs com Catch a Rising Stari The Comic Strip, on va actuar amb humoristes com Chris Rock, Louis C.K., Dave Attell, Marc Maron i Jim Gaffigan. Els primers monòlegs gravats de la Caroline van ser a MTV's Half-Hour Comedy Hour, Comic Strip Live i Caroline's Comedy Hour.
A Rhea se li va oferir un especial d'una hora a HBO, anomenat One Night Stand. El van seguir Rhea's Anatomy, el seu especial d'una hora a Bravo, i Give Me My Remote a Showtime.

#### Cinema i televisió
Després de triomfar a Nova York com a humorista, la Caroline es va mudar a Los Angeles per cercar una carrera com a actriu a Hollywood. Va fer el seu debut a la sèrie Pride & Joy, de la NBC', la qual va coprotagonitzar amb Jeremy Piven. Més endavant va guanyar popularitat pel seu paper de tia Hilda a la sèrie d'ABC (i més tard del canal The WB), Sabrina the Teenage Witch, i pel seu paper recurrent a l'última temporada de Hollywood Squares.
Rhea també és coneguda pel seu paper com a Linda Flynn-Fletcher a la sèrie de llarga durada Phineas i Ferb, de Disney, pel seu format de programa d'entrevistes diürn The Caroline Rhea Show', com a presentadora original de The Biggest Loser a la NBC i per fer de Noleta Nethercott a la sèrie de televisió Sordid Lives: The Series de Logo, la qual ha tornat recentment en format pel·lícula amb el nom de A Very Sordid Wedding. La pel·lícula va estrenar-se el març de 2017 a Palm Springs.
El 2004, va aparèixer al clàssic de culte de Disney Mom's Got a Date with a Vampire i a Un Nadal de bojos. El 2005, Rhea va aparèixer a The Perfect Man, fent de companya de feina de la Jean (Heather Locklear) i va tenir un paper recurrent a l'èxit de Disney Channel, The Suite Life of Zack & Cody, com a Ilsa Shickelgubermeiger-Von Helsing der Keppelugerhofer, una inspectora convertida en directora de l'hotel rival. El 2007, va protagonitzar la pel·lícula original de Lifetime Television To Be Fat Like Me, juntament amb la Kaley Cuoco, i la sèrie d'animació de Fox Two Dreadful Children.
El 2008, Rhea va protagonitzar al costat de Justin Guarini i Mircea Monroe la producció de MarVista Entertainment de Fast Girl. El 2013, Rhea va presentar una versió del concurs Family Feud en format d'espectacle itinerant en directe, el qual es va desplaçar per fires dels EUA i Canadà, incloent la Calgary Stampede. El 2017, va tenir un paper recurrent al retorn de Match Game de l'ABC.
Rhea ha competit a Celebrity Poker Showdown de Bravo i a World Series of Blackjack de la GSN i també ha participat en una conferència en directe a través d'Internet amb l'escriptora Meg Cabot.
El 2018, Rhea va començar a presentar Caroline & Friends a la GSN. Al programa hi apareixen vídeos divertits d'animals i nens. El públic a plató vota pel millor vídeo escollit per Rhea i els seus dos co-presentadors humoristes convidats.
El 2019, Rhea va començar a aparèixer com a Judy, l'àvia, a la comèdia Sydney to the Max', de Disney Channel, la qual es va estrenar el 25 de gener de 2019.

#### Beneficència
Rhea ha participat a Comic Relief i a Women of Comedy from Caroline's Comedy Club de Ms. Foundation. A més a més, el 2001 va participar com a concursant a l'edició especial de Who Wants to Be a Millionaire, en la qual va guanyar 125.000 $ per a la seva fundació.

### Vida privada
Rhea i la seva anterior parella, l'humorista Costaki Economopoulos, tenen una filla, nascuda l'octubre de 2008.

## Filmografia

### Cinema
| Any  | Títol                     | Paper                       | Notes                  |
| ---- | ------------------------- | --------------------------- | ---------------------- |
| 1986 | Meatballs III: Summer Job | Noia de la platja #4        | No apareix als crèdits |
| 1996 | The Shot                  | Directora de càsting        |                        |
| 1999 | Man on the Moon           | Melanie Chartoff de Fridays |                        |
| 2000 | Ready to Rumble           | Eugenia King                |                        |
| 2001 | Happy Birthday            | Monica                      |                        |
| 2004 | Un Nadal de bojos         | Candi                       |                        |
| 2005 | The Perfect Man           | Gloria                      |                        |
| 2008 | Fast Girl                 | Maddie                      |                        |
| 2009 | Love N' Dancing           | Bonnie                      |                        |
| 2017 | A Very Sordid Wedding     | Noleta Nethercott           |                        |

### Televisió
| Any       | Títol                                                    | Paper                            | Notes                                                            |
| --------- | -------------------------------------------------------- | -------------------------------- | ---------------------------------------------------------------- |
| 1993      | Fools for Love                                           | Ella mateixa                     | Presentadora                                                     |
| 1995      | Pride & Joy                                              | Carol Green                      | Paper principal                                                  |
| 1996–2003 | Sabrina the Teenage Witch                                | Hilda Spellman                   | Paper principal (temporades 1-6); actriu convidada (temporada 7) |
| 1996      | The Drew Carey Show                                      | Bonnie                           | 2 episodis                                                       |
| 1997      | Dr. Katz, Professional Therapist                         | Caroline                         | Actriu de doblatge; episodi: "Big Fat Slug"                      |
| 1999      | Larry David: Curb Your Enthusiasm                        | Ella mateixa                     | Especial de televisió                                            |
| 2000      | Happily Ever After: Fairy Tales for Every Child          | Spidey                           | Actriu de doblatge; episodi: "El soldadet de plom"               |
| 2000      | Mom's Got a Date with a Vampire                          | Lynette Hansen                   | Pel·lícula de televisió                                          |
| 2001      | The Santa Claus Brothers                                 | Sra. Claus                       | Pel·lícula de televisió; actriu de doblatge                      |
| 2002      | Fillmore!                                                | Sra. Konquist                    | Actriu de doblatge; episodi: "Nappers Never Sleep"               |
| 2004-2006 | The Biggest Loser                                        | Ella mateixa                     | Presentadora                                                     |
| 2005-2006 | The Suite Life of Zack & Cody                            | Ilsa                             | 3 episodis                                                       |
| 2007      | To Be Fat Like Me                                        | Madelyn                          | Pel·lícula de televisió                                          |
| 2007-2015 | Phineas i Ferb                                           | Linda Flynn-Fletcher             | Actriu de doblatge recurrent                                     |
| 2008      | Sordid Lives: The Series                                 | Noleta Nethercott                | Paper principal                                                  |
| 2009      | Larry the Cable Guy's Hula-Palooza Christmas Luau        | Compradora #1/ Àvia / Sra. Claus | Pel·lícula de televisió                                          |
| 2011      | Phineas and Ferb the Movie: Across the 2nd Dimension     | Linda Flynn-Fletcher             | Pel·lícula de televisió; actriu de doblatge                      |
| 2011      | Cake Walk: Wedding Cake Edition                          | Ella mateixa                     | Presentadora                                                     |
| 2012      | Sunshine Sketches of a Little Town                       | Sra. Diston                      | Pel·lícula de televisió                                          |
| 2012      | The Christmas Consultant                                 | Maya Fletcher                    | Pel·lícula de televisió                                          |
| 2013      | Baby Daddy                                               | Jennifer Perrin                  | Episodi: "On the Lamb-y"                                         |
| 2014      | Maron                                                    | Ella mateixa                     | Episodi: "Nostalgic Sex Buddy"                                   |
| 2014      | Manhattan Love Story                                     | Entrenadora Reisner              | Episodi: "The Ex Factor"                                         |
| 2015      | 2 Broke Girls                                            | Bonnie                           | Episodi: "And the Disappointing Unit"                            |
| 2016      | The Grinder                                              | Fran                             | Episodi: "Genesis"                                               |
| 2016      | Bruno & Boots: Go Jump in the Pool                       | Sra. Scrimmage                   | Pel·lícula de televisió                                          |
| 2017      | Bruno & Boots: The Wizzle War                            | Eugenia Scrimmage                | Pel·lícula de televisió                                          |
| 2017      | Bruno & Boots: This Can't Be Happening at Macdonald Hall | Eugenia Scrimmage                | Pel·lícula de televisió                                          |
| 2017-2018 | Match Game                                               | Ella mateixa                     | Concursant                                                       |
| 2017-2018 | Funny You Should Ask                                     | Ella mateixa                     | Concursant                                                       |
| 2018      | Caroline & Friends                                       | Ella mateixa                     | Presentadora                                                     |
| 2019      | Sydney to the Max                                        | Judy                             | Paper principal                                                  |